# Спасов Лука Семенович
Лука Семенович Спасов (7 лютого 1899, село Середні Траки Ядринського повіту Казанської губернії, тепер село Липовка Красноармійського району, Чувашія, Російська Федерація — 31 грудня 1955, місто Чебоксари, тепер Російська Федерація) — радянський діяч, голова Ради народних комісарів Чуваської АРСР. Член ЦВК СРСР. Депутат Верховної Ради СРСР 1-го скликання.

## Біографія
Народився в селянській родині. У 1914 році закінчив двокласне училище. Працював переписувачем у волосному правлінні та у Ядринському повітовому казначействі Казанської губернії.
Служив у російській армії, учасник Першої світової війни.
У 1918—1919 роках — секретар Убеєвської волосної ради Казанської губернії.
Член РКП(б) з грудня 1918 року.
У 1919—1926 роках служив у Червоній армії, брав участь у військових діях на Західному фронті.
У 1927—1928 роках — відповідальний секретар Чебоксарського міського комітету ВКП(б).
У 1928—1931 роках — народний комісар землеробства Чуваської АРСР.
12 лютого 1931 — 26 лютого 1932 року — голова Ради народних комісарів Чуваської АРСР.
У 1932—1937 роках — заступник голови виконавчого комітету Нижньогородської (Горьковської) крайової (обласної) ради.
25 вересня 1937 — 29 липня 1938 року — голова Ради народних комісарів Чуваської АРСР.
У серпні 1938 року заарештований органами НКВС, звинувачувався за статтею 58 (частини 7, 8, 11) Кримінального кодексу РРФСР. Був засуджений до 1 року та 8 місяців позбавлення волі, проте через півтора року, зважаючи на недоведеність звинувачення, слідством був звільнений з ув'язнення.
У 1940—1941 роках — керуючий тресту маслоробної(?) промисловості Чуваської АРСР.
Під час німецько-радянської війни в серпні 1941 року записався добровольцем у Червону армію. У бою за село Биково 1 вересня 1941 року був важко поранений. У лютому 1942 року — батальйонний комісар, інструктор політичного відділу 1-ї гвардійської стрілецької ордена Леніна дивізії Південно-Західного фронту, в грудні 1942 року — старший батальйонний комісар, заступник по політичній частині начальника продовольчого відділу 62-ї армії Сталінградського фронту, у вересні 1944 року — гвардії підполковник інтендантської служби, начальник трофейного відділу 8-ї гвардійської армії 1-го Білоруського фронту. У Радянській армії служив до травня 1948 року.
У 1948—1951 роках — начальник Управління промисловості будівельних матеріалів при РМ Чуваської АРСР.
Потім — на пенсії в місті Чебоксарах.

## Нагороди
- два ордени Вітчизняної війни І ст. (27.04.1945, 18.06.1945)
- орден Вітчизняної війни ІІ ст. (18.09.1944)
- два ордени Червоної Зірки (19.02.1942, 29.12.1942)
- медаль «За оборону Сталінграда» (.12.1942)
- медалі